# Independencia (Cochabamba)
Pour les articles homonymes, voir Independencia.
Independencia (également Ayopaya) est une petite ville du département de Cochabamba, en Bolivie, et le chef-lieu de la province d'Ayopaya. Sa population s'élevait à 2 014 habitants en 2001.

## Géographie
Independencia est le siège de l'administration de la province et se trouve dans la municipalité d'Ayopaya. Elle est située dans la Cordillère Cruz Maso, une crête de la Cordillère orientale, entre les fleuves Rio Negro et Rio Ayopaya, à une altitude de 2 633 m, sur la rive gauche du Río Khuti Barranca, qui coule au bas du village, vers le nord-est et se jette dans le Rio Negro 12 km plus loin..

## Population
La population d'Independencia s'élevait à 2 014 habitants au recensement de 2001, contre 1 592 au recensement de 1992.